# 豪雷克山
47°31′00″N 15°42′00″E / 47.51667°N 15.7°E
豪雷克山（德語：Hauereck），是奧地利的山峰，位於該國東南部，由施泰爾馬克州負責管轄，處於豪恩施泰因山麓聖卡特賴因，海拔高度1,306米，每年平均降雨量1,475毫米。